# Як шестеро по всьому світу мандрували
«Як шестеро по всьому світу мандрували» (нім. «Sechse kommen durch die ganze Welt») — казка зі збірки німецьких народних казок братів Якоба і Вільгельма Ґрімм про колишнього солдата та його п'ятьох товаришів з особливими здібностями, які завдяки своїм подвигам отримали у своє володіння усе королівство.
Основна версія братів Ґрімм є однією з багатьох, зібраних від оповідачки Доротеї Віманн, та географічно пов'язана з німецьким містечком Нідерцверен. Інша, близька до неї за змістом, версія казки відома в Падерборні. Вона також зустрічається в записках, зроблених одним із братів.
Серед деяких англомовних перекладів зустрічаються й інші варіанти назви цієї казки:
- «How Six Men got on in the World» (пер. Маргарет Хант, 1884 р);
- «How Six Travelled through the World» (пер. Е. Г. Венерта , 1853 р).

Менш відомий англомовний переклад звучить як «Фріц та його друзі».

## Сюжет
Солдат, звільнений від військової служби, отримує у винагороду лише три монети. Він клянеться, що одного дня король віддасть йому усі його скарби. Під час подорожі солдат зустрічає ще п'ятьох людей із надзвичайними здібностями та товаришує з ними. Серед товаришів є:
- силач, який голими руками висмикує із землі шість дерев за один раз;
- талановитий мисливець, який може поцілити в муху на гілці за дві милі від себе;
- людина, чиє дихання може змусити працювати щонайменше сім вітряків;
- спритний бігун, якому доводиться прив'язувати одну ногу, щоб уповільнитися;
- людина, яка викликає жахливий мороз у повітрі, якщо знімає свого капелюха, накривленого на одне вухо.

Солдат і його товариші їдуть до міста, де король з донькою влаштували перегони: нагородою за перемогу буде її рука, а покаранням за поразку — смерть. Учасник і принцеса повинні нести однакові глечики, набрати води з однієї криниці та повернутися. Солдат отримав дозвіл, щоб один з товаришів замінив його в забігу, і швидкий бігун відразу ж значно випередив королівну. Але після того, як він наповнив свій глечик, він відчув страшенно сильну втому і, повертаючись додому, задрімав, використавши кінський череп як подушку. Далекозорий мисливець вчасно помічає, що товариш заснув, і стріляє в череп на якому той спить. Бігун прокидається, наповнює свій глечик і закінчує забіг значно перегнавши принцесу.
Молода королівна не бажає виходити заміж за звичайного солдата, а король вирішує не виконувати обіцянку, плануючи вбити новоспеченого нареченого. Він запрошує усіх шістьох товаришів у кімнату з залізною підлогою на бенкет і наказує розпалити знизу вогонь, щоб обсмажити їх до смерті. Але смерть вдається відвернути завдяки здатності морозника, який поправляє свою шапку і всю кімнату наповнює лютий мороз.
Король, спантеличений тим, що чоловіки вижили, підкуповує солдата, щоб той відмовився від шлюбу з його дочкою. Солдат просить стільки золота, скільки може нести його слуга, а силач несе все багатство короля у величезну торбу, і вони йдуть. Король розлючено посилає за ними солдатів на конях, але чоловік із потужною силою дихання здмухує королівську армію неначе набридливих мурах. Одного сержанта залишають живим і відправляють назад, щоб розповісти королю про те, що сталося. Дізнавшись про поразку своєї армії, король вирішує залишити солдата та його дрізув у спокої. А компанія живе багато та щасливо до кінця свого життя.

## Інші казки зі схожим сюжетом
- «Летючий корабель» (українська народна казка)
- «Довгий, широкий і гострий» (богемська казка)
- «Шестеро слуг» (німецька народна казка)